# Celano
Celano (Celane in dialetto marsicano: /ceˈlanə/) è un comune italiano di 10 084 abitanti della provincia dell'Aquila in Abruzzo. È insignito del titolo di città con decreto del presidente della Repubblica del 25 marzo 1998.

## Geografia fisica

### Territorio
Celano è situato in posizione dominante sulla piana del Fucino. La città è adagiata alle pendici del monte Tino, detto anche Serra di Celano, a quota 860 m s.l.m. Parte del suo territorio è inclusa nel parco naturale regionale Sirente-Velino. La montagna, che la sovrasta con i suoi 1923 m s.l.m., è compresa nel gruppo montuoso del Sirente-Velino. Nel territorio comunale si trovano le gole di Celano, forra che discende dalla val d'Arano. La strada statale 696 del Parco Regionale Sirente-Velino collega la città con Ovindoli e l'altopiano delle Rocche.
Celano confina con i comuni di Aielli, Avezzano, Castelvecchio Subequo, Cerchio, Collarmele, Gagliano Aterno, Luco dei Marsi, Ovindoli, Pescina, San Benedetto dei Marsi, Secinaro e Trasacco.

### Clima
Celano è caratterizzata da un clima montano mediterraneo. Di seguito sono riportati i dati dell'ARSSA (Agenzia Regionale per i Servizi di Sviluppo Agricolo), registrati nel periodo 1951-2000, relativi alla stazione meteorologica situata nella frazione celanese di Borgo Ottomila.
| Borgo Ottomila (1951-2000) | Mesi | Mesi | Mesi | Mesi | Mesi | Mesi | Mesi | Mesi | Mesi | Mesi | Mesi | Mesi | Stagioni | Stagioni | Stagioni | Stagioni | Anno |
| Borgo Ottomila (1951-2000) | Gen  | Feb  | Mar  | Apr  | Mag  | Giu  | Lug  | Ago  | Set  | Ott  | Nov  | Dic  | Inv      | Pri      | Est      | Aut      | Anno |
| -------------------------- | ---- | ---- | ---- | ---- | ---- | ---- | ---- | ---- | ---- | ---- | ---- | ---- | -------- | -------- | -------- | -------- | ---- |
| T. max. media (°C)         | 6,6  | 9,2  | 13,1 | 16,7 | 22,0 | 26,0 | 29,1 | 29,0 | 24,7 | 18,8 | 12,2 | 7,3  | 7,7      | 17,3     | 28,0     | 18,6     | 17,9 |
| T. min. media (°C)         | −3,5 | −2,5 | −0,4 | 2,5  | 6,1  | 9,0  | 10,3 | 9,8  | 7,2  | 3,8  | 0,9  | −2,0 | −2,7     | 2,7      | 9,7      | 4,0      | 3,4  |
| Precipitazioni (mm)        | 63   | 66   | 53   | 57   | 44   | 38   | 30   | 36   | 55   | 75   | 103  | 88   | 217      | 154      | 104      | 233      | 708  |
| Giorni di pioggia          | 8    | 8    | 8    | 9    | 8    | 5    | 4    | 4    | 6    | 7    | 10   | 9    | 25       | 25       | 13       | 23       | 86   |

Nella tabella climatica relativa alla località di Borgo Ottomila compare anche un estremo assoluto di −32 °C non pubblicato però sugli annali idrologici dell'ARSSA.

## Origini del nome
Il toponimo Celano in passato è stato erroneamente associato a Cliternum, che in realtà era un villaggio degli Equi situato in una zona della contemporanea provincia di Rieti. Al nome di Celano, invece, sono legate diverse altre ipotesi etimologiche: secondo alcuni studiosi deriverebbe da Vicus Caelanum; secondo altri da Caela, Cele o Coele, nomi trasformatisi in Celanum, Coelanum quindi Caelum o Caelanum.

## Storia

### Origini
Come nel caso di altri centri marsicani anche a Celano la presenza continuativa dell'uomo risale a circa 18.000 anni fa, al Paleolitico Superiore. Le necropoli di località Paludi risalgono invece all'Eneolitico e all'età del Bronzo.
Paludi, abitata fin dall'epoca preromana, venne abbandonata in seguito alla caduta dell'Impero romano che, per via della mancata manutenzione, causò l'ostruzione dell'emissario e dei cunicoli di Claudio con il conseguente innalzamento del livello lacustre.
Fu così che ai primi ocres, situati sul monte Secine (Cele di Aielli), seguirono quelli del monte San Vittorino e le fortificazioni vere e proprie del monte Tino (Serra) e del colle Oretino, nei pressi della contemporanea località di Casalmartino di San Potito.
Buona parte del territorio fucense in epoca romana fece parte dell'ager di Alba Fucens.

### Medioevo

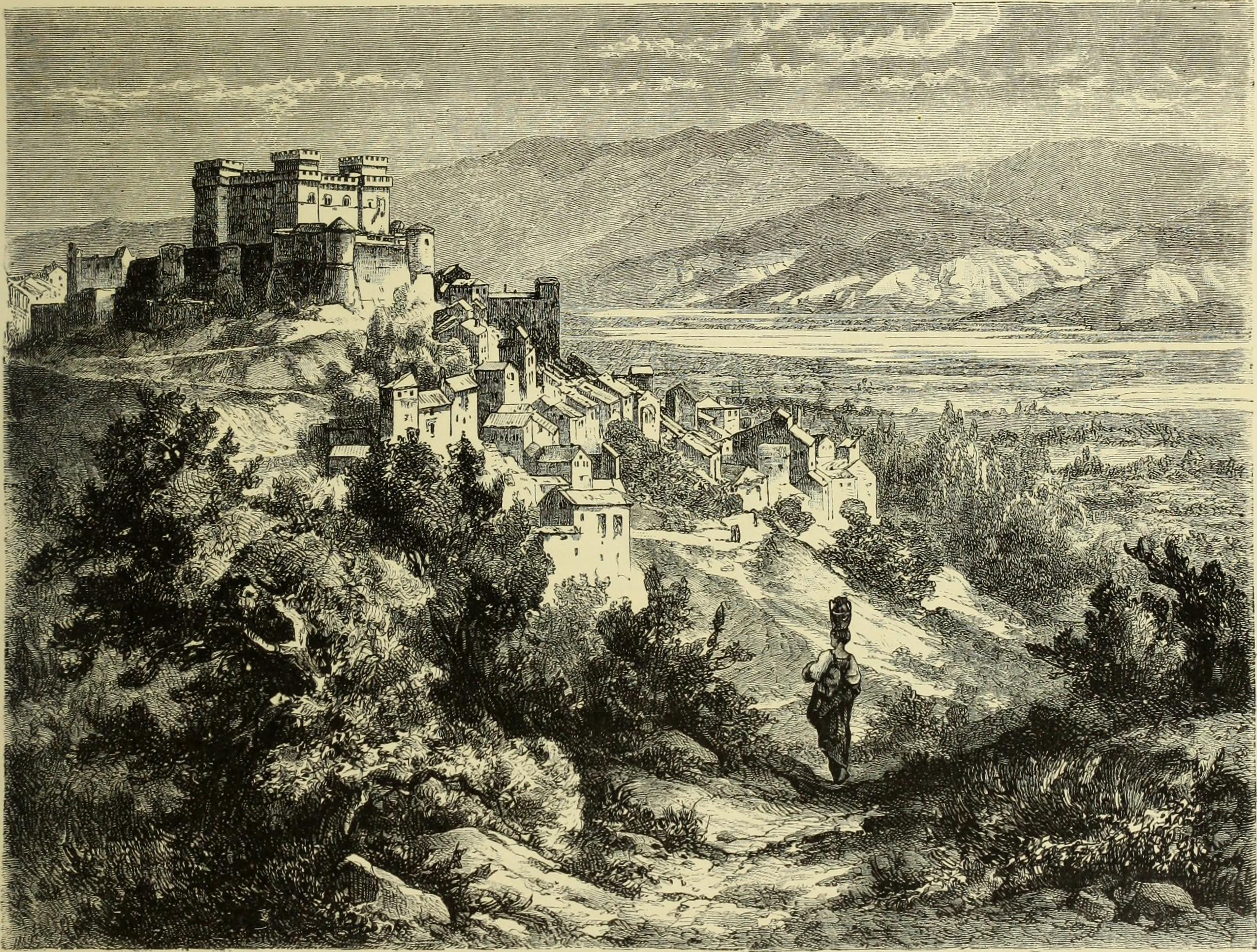
Litografia di Celano e del lago Fucino del 1877 (Italy from the Alps to Mount Etna)

La gastaldia dei Marsi, inserita nel ducato di Spoleto, fu elevata a contea, dotata di autonomia amministrativa dall'imperatore Lotario I e dal suo successore, il figlio Ludovico II, intorno alla metà del IX secolo.
Il dominio feudale passò sotto il controllo di Berardo "il Francisco", capostipite dei conti dei Marsi, e si sviluppò ulteriormente grazie all'unione del già ampio contado marsicano con altri territori circostanti, diventando di fatto uno Stato indipendente già a partire dal 960-970.
Nel 1057 il vescovo dei Marsi Pandolfo fece realizzare l'Exsultet per la chiesa di San Giovanni Capodacqua (intitolata nel XV secolo alla Madonna delle Grazie) a testimonianza dell'importanza ecclesiastica di Celano. Il rotolo di pergamena fu decorato presso l'abbazia di Montecassino. Nel corso del XII secolo, in seguito all'avvento dei Normanni e alla nascita del Regno di Sicilia, la contea marsicana fu divisa nei tre comitati di Albe, Carsoli e Celano.
Nella Marsica San Francesco d'Assisi diffuse il suo ordine. La sua prima presenza nel territorio risulterebbe nell'inverno tra il 1215 e il 1216, quando soggiornò nei pressi della contemporanea San Benedetto dei Marsi dove dormiva, insieme con i poveri, in una località chiamata "Luogo" (in dialetto locale "i loche"), vicino all'anfiteatro romano di Marruvium. Un successivo viaggio nella Marsica, a Pescina, Celano e San Benedetto dei Marsi, ci sarebbe stato con ogni probabilità tra il 1219 ed il 1222. Secondo quanto avrebbe riportato il suo primo biografo Tommaso da Celano e, in seguito, Bonaventura di Bagnoregio che riscrisse la biografia, San Francesco avrebbe guarito, attraverso un miracolo, un cavaliere che lo ospitò nel palazzo celanese di sua proprietà.
Nel 1223 Federico II di Svevia sottrasse la contea al conte Tommaso da Celano per concederla ai conti di Segni non prima di aver distrutto l'abitato originario del colle San Vittorino, a mezza costa sul monte Tino, e di aver costretto alla deportazione i suoi abitanti in Italia meridionale, Sicilia e Malta.
Quattro anni dopo, forse per intercessione di Papa Onorio III, i celanesi poterono tornare nella Marsica e ricostruire una città nuova più in basso sul colle San Flaviano che, fino alla morte dell'imperatore svevo avvenuta nel 1250, fu chiamata "Cesarea". Nel 1268 con la sconfitta della battaglia di Tagliacozzo terminò il dominio svevo in favore degli Angioini che entrarono in possesso delle contee di Celano ed Albe.
Nella seconda metà del XIII secolo i conti dei Marsi, rientrati in possesso del contado con Ruggero Berardi, figlio di Tommaso, iniziarono con Pietro II l'edificazione del castello medievale sulla base di una preesistente fortificazione situata alla sommità del colle San Flaviano.
Sotto il dominio degli Aragonesi fu regolamentato il regio tratturo Celano-Foggia e venne potenziata una delle più frequentate vie pastorali della transumanza tanto da farla divenire un cardine dell'economia locale. Il conte Lionello Accrocciamuro e sua moglie, la contessa Jacovella ultima erede dei Berardi, portarono a compimento importanti opere come il completamento del secondo piano del mastio e dei tre torrioni del castello Piccolomini e la costruzione del forte corrispondente alla contemporanea chiesa di San Francesco oltre a numerosi altri interventi artistici in stile rinascimentale nelle chiese celanesi.
Nel 1463 Ferdinando d'Aragona concesse la contea celanese ad Antonio Todeschini Piccolomini, nipote di Papa Pio II.

### Età moderna
Stando ad una supposizione nel secondo decennio del XVI secolo, durante il periodo romano, Leonardo da Vinci avrebbe visitato l'Abruzzo. In questa occasione avrebbe deciso di utilizzare la carta prodotta con la rinomata gualchiera di Celano per realizzare alcuni suoi disegni e forse per uno dei suoi codici, il manoscritto apografo Codice Lauri, in cui sarebbe riportata l'opera Trattato della pittura.
Nel 1591 Costanza Piccolomini decise di vendere la contea a Camilla Peretti, sorella di Papa Sisto V, la cui famiglia governò per circa un secolo. Nel corso del Seicento povertà e diffusione delle malattie causarono proteste e sommosse soprattutto nel Sud Italia. A Celano la rivolta popolare condotta dell'aquilano Antonio Quinzi seguì la scia di quella napoletana di Masaniello finalizzata a indebolire il dominio spagnolo.
Il 10 giugno 1695 la cittadina subì gravissimi danni in seguito al terremoto di Bolsena.
La contea passò in successione sotto il controllo dei Savelli, dei duchi Cesarini-Sforza e dei successori, gli Sforza Cabrera Bovadilla fino al 1806, anno dell'abolizione del feudalesimo.

### Età contemporanea

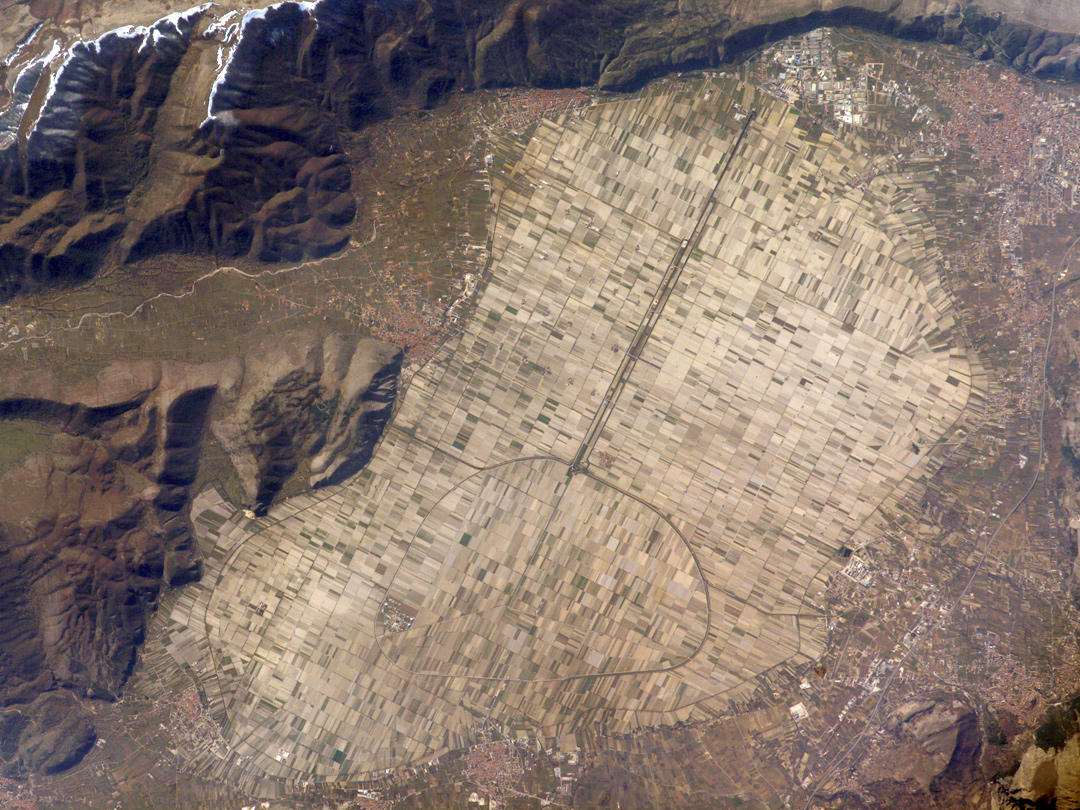
Piana del Fucino in una foto Earth observatory della NASA

Il brigantaggio fu al centro delle vicende storiche del territorio così come avvenne in gran parte della Marsica prima e dopo l'unità d'Italia.
Il banchiere romano, Alessandro Torlonia, dopo aver ripreso ed ampliato il progetto dell'imperatore Claudio, sfruttando il passaggio dell'emissario e i cunicoli di epoca romana, prosciugò il Fucino diventando proprietario di gran parte delle terre coltivabili (16 507 ettari) per 99 anni. Appena 2 500 ettari furono lasciati ai comuni circumlacuali. I lavori ebbero inizio nel 1855 e furono dichiarati ufficialmente conclusi nel 1878. La fertile conca sarà destinata alle coltivazioni agricole, le sue terre furono ben presto rese lavorabili ed abitabili attraverso una serie di opere pubbliche, come la costruzione di case, fattorie e strade. A Celano e nei comuni ripuari seguirono, tuttavia, anni di forti tensioni sociali legate soprattutto al diritto al lavoro e alle difficili condizioni lavorative.

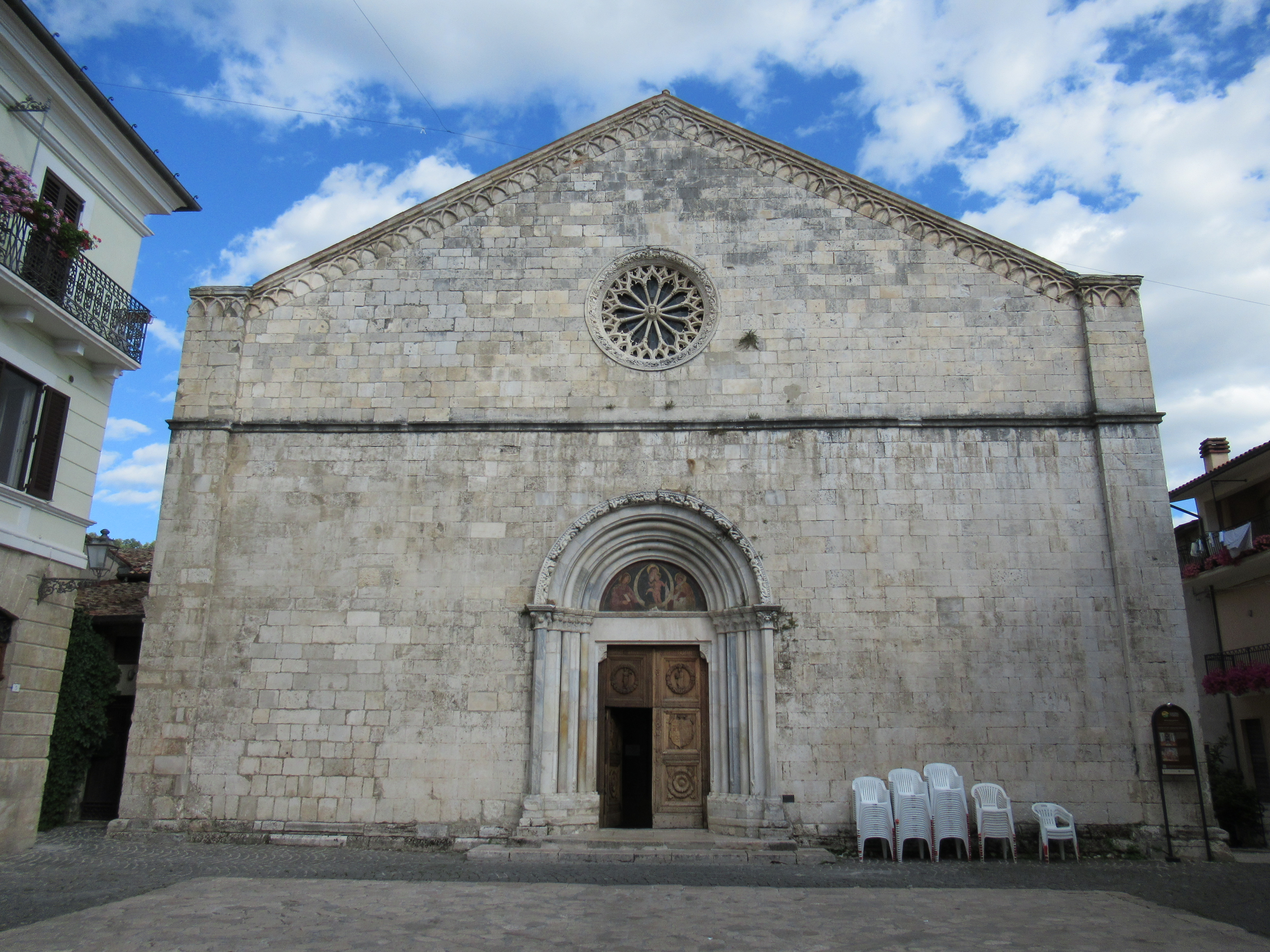
Facciata della chiesa di San Giovanni Battista

Celano fu segnata dai terremoti in età moderna subendo danni gravissimi al patrimonio architettonico, in particolare nel 1706 con il terremoto della Maiella. Fu però il terremoto della Marsica del 1915 a causare a Celano la più grave distruzione per cause naturali e un alto numero di vittime. Furono 1 118 i celanesi che persero la vita a causa del sisma che fece registrare una scossa di magnitudo 7.0 (equivalente all'11º grado della scala Mercalli) che si verificò alle ore 7.52.48 (dato dell'INGV). Il terremoto causò 30 519 morti concentrati soprattutto nell'area marsicana, del Cicolano e del Lazio meridionale. Il quotidiano La Tribuna avviò una raccolta di fondi per la realizzazione di un primo baraccamento nel quartiere che prese il nome di "Tribuna".
Nella notte tra il 29 e il 30 dicembre del 1923 la chiesa di San Giovanni Battista fu teatro di un furto sacrilego: le urne di bronzo contenenti le supposte reliquie dei santi Simplicio, Costanzo e Vittoriano furono rubate e il contenuto versato sul pavimento della chiesa. Le forze dell'ordine trovarono l'autore del furto, Francesco Tomei, in un fienile con le urne rubate. L'uomo fu tenuto in custodia. Le autorità religiose organizzarono un rito riparatorio al termine del quale però alcuni partecipanti assaltarono la caserma ove era custodito il Tomei, lo prelevarono e gli diedero fuoco.

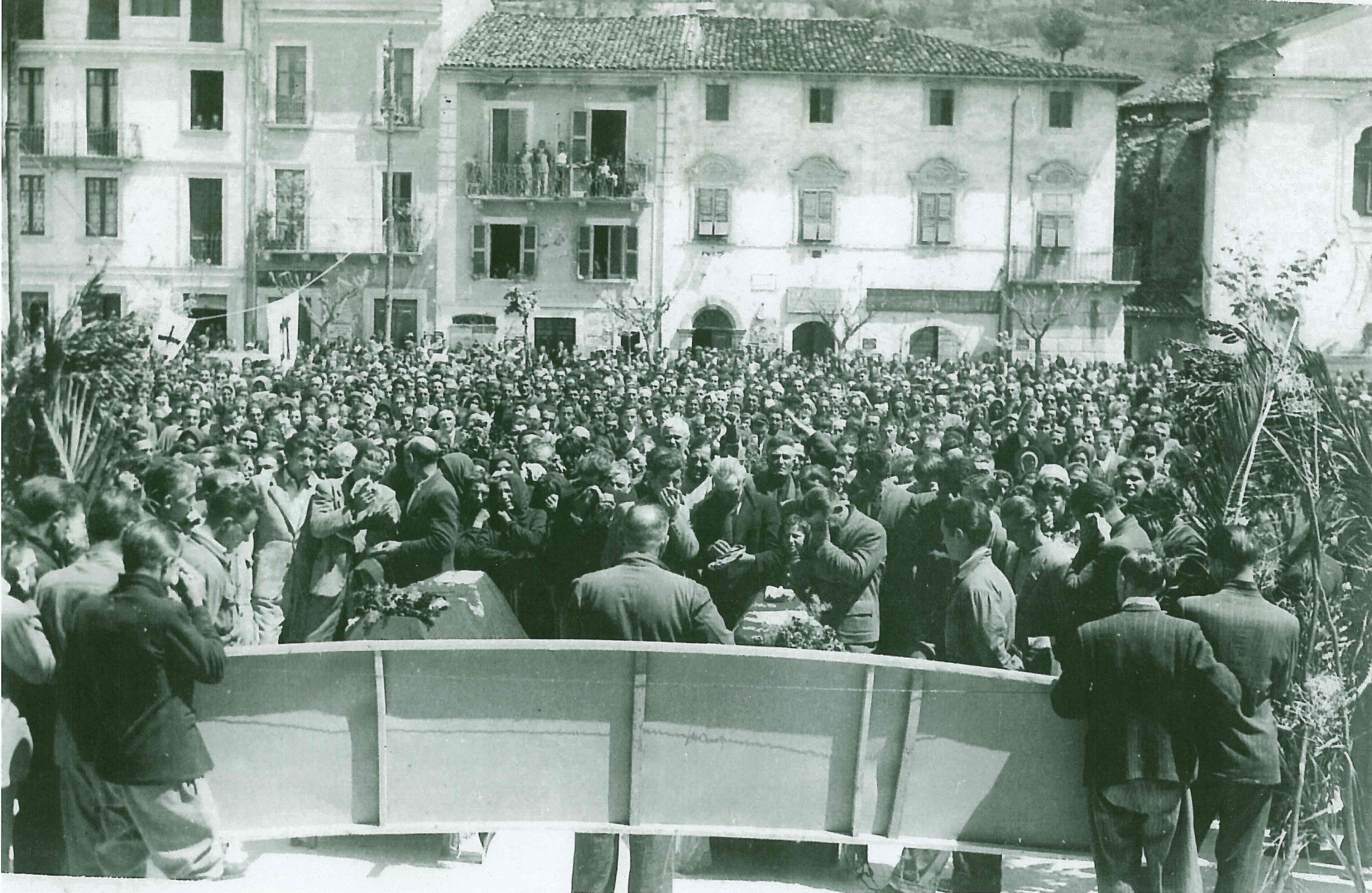
Il comizio del 3 maggio 1950 in piazza IV Novembre

La sera del 30 aprile 1950 la centrale piazza IV Novembre fu teatro dell'eccidio di Celano a causa del quale vennero assassinati, durante le manifestazioni e le proteste per il diritto al lavoro e la dignità dei lavoratori, due braccianti: Agostino Paris ed Antonio Berardicurti. Quella repressione, perpetrata contro il movimento popolare che reclamava i propri diritti, non fermò le rivendicazioni contadine. Il 3 maggio 1950 si celebrarono solennemente i funerali dei due braccianti e si tenne un comizio incentrato sulle condizioni lavorative in Italia, la pace e l'unità di tutti i lavoratori. Da quel tragico evento il governo iniziò a muovere concretamente i primi passi per quella che fu la riforma agraria del 1950, da cui nacque il 28 febbraio 1951, l'ente della Maremma Tosco-Laziale e del territorio del Fucino. Seguì l'espropriazione terriera anticipata ai danni dei Torlonia e l'assegnazione di oltre 14 000 ettari di terreni coltivabili agli agricoltori diretti. La riorganizzazione del Fucino in appezzamenti più grandi fece registrare un importante incremento delle produzioni agricole e il miglioramento delle condizioni socio-economiche del territorio.
Celano è stata toccata come gran parte dei centri abruzzesi e del sud Italia dal fenomeno dell'emigrazione in particolare nel primo e nel secondo dopoguerra. Molto numerosa è, infatti, la comunità celanese residente in Canada, in particolare nelle città di Mississauga (Ontario), Toronto e Vancouver, ma anche in Australia e in Argentina.

### Simboli
Stemma
Lo stemma è stato riconosciuto con decreto del capo del governo in data 10 novembre 1934.
Lo scudo è troncato da una fascia d'agento caricata del motto Vitrea te Fucinus unda, citazione tratta dall'Eneide di Virgilio. Nella partizione superiore è rappresentata una corona contenente tre rami di palma, accompagnata dall'Agnus Dei e dall'aquila simbolo di san Giovanni evangelista. La parte inferiore include lo specchio d'acqua raffigurante il lago Fucino e i monti circostanti sormontati da tre stelle a sei punte. La scritta "UNIVERSITAS CELANI CAPUT MARSORUM" circonda il sigillo.
Gonfalone
Drappo partito di rosso e di azzurro, ornato di ricami d'oro. Include centralmente lo stemma e gli ornamenti da città sormontati dalla scritta "CITTÀ DI CELANO". Nell'uso del gonfalone si osservano le norme del D.P.C.M. 3 giugno 1986, sostituito dalla legge 5 febbraio 1998, n. 22.

## Monumenti e luoghi d'interesse
(Edward Lear Viaggio attraverso l'Abruzzo pittoresco, 1846)

### Architetture religiose

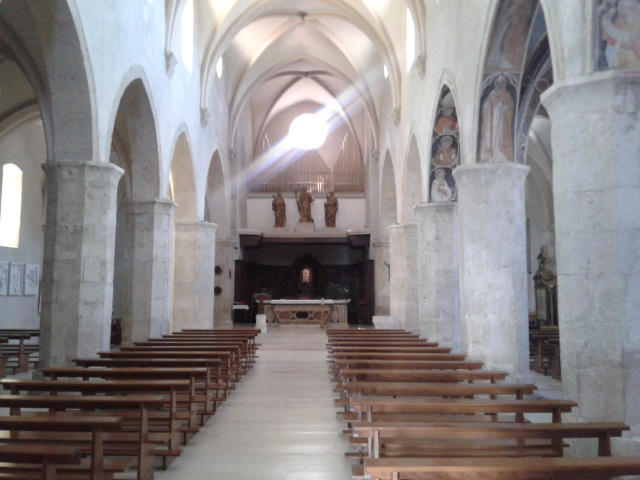
Interno della chiesa di San Giovanni Battista

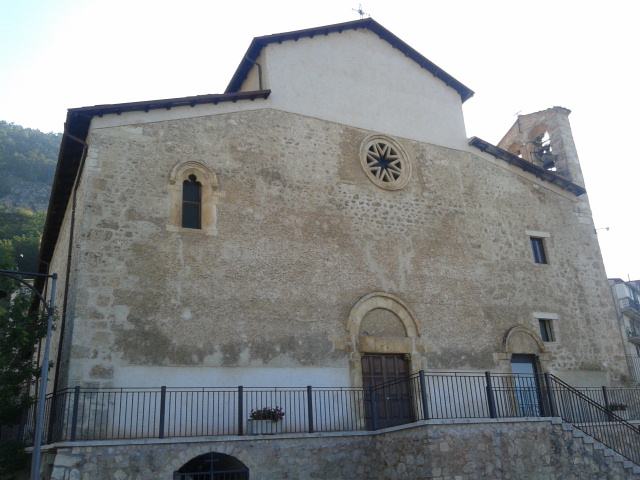
Chiesa di Santa Maria delle Grazie

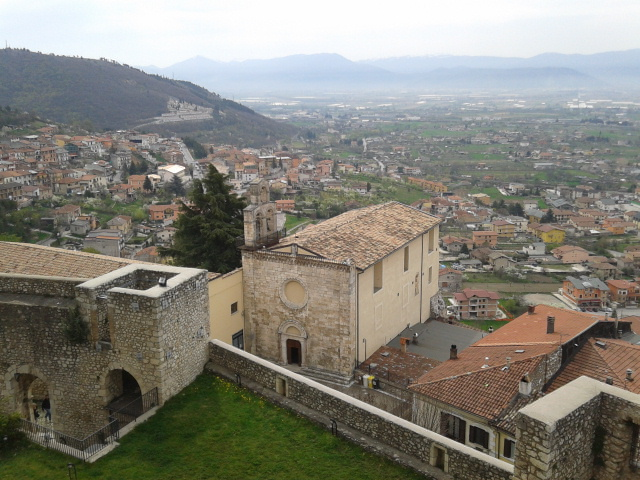
Chiesa di Sant'Angelo vista dal castello

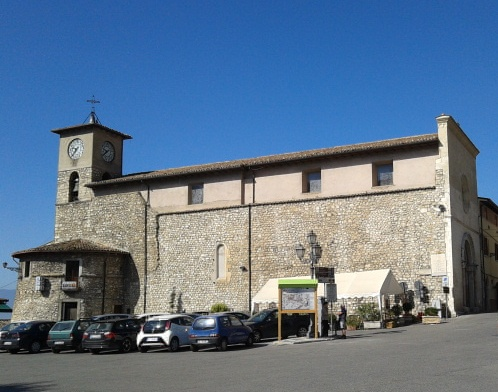
Chiesa di San Francesco a Celano

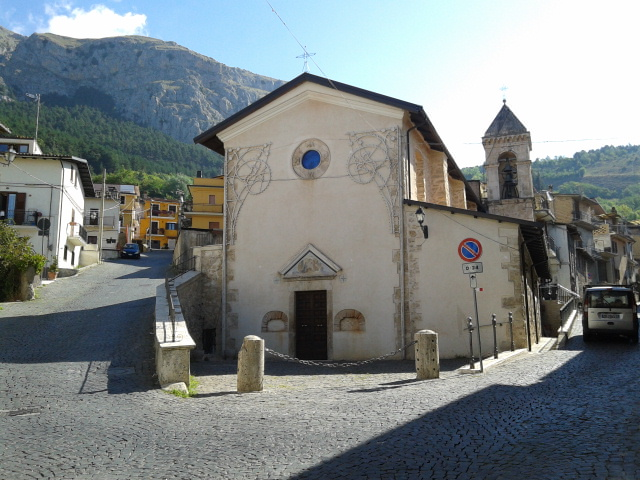
La Madonnina (Chiesa di Santa Maria in Fonte Coeli)

Chiesa di San Giovanni BattistaCostruita ex novo nel XIII secolo dopo le distruzioni di Federico II. Fu completata nel XV secolo. Nel 1406 il conte Nicola che la elesse a propria sepoltura, vi fece traslare dalla vecchia chiesa feudale di Sancti Joannis Caput Aquae (successivamente dedicata alla Madonna delle Grazie) i corpi dei martiri Simplicio, Costanzo e Vittoriano, che erano stati a loro volta rinvenuti nell'XI secolo dal Vescovo dei Marsi Pandolfo, che li aveva appunto collocati nella chiesa altomedievale. All'interno presenta numerosi stemmi dei conti di Celano e della famiglia Colonna. Il pregevole portale è decorato da una lunetta che presenta l'affresco della Madonna con il Bambino posta tra San Giovanni Evangelista e Papa Bonifacio IV. Il rosone presenta al centro la testa del Battista. Le tre navate interne sono divise da pilastri ottagonali. Di particolare interesse sono gli affreschi quattrocenteschi della navata laterale destra.
Chiesa di Santa Maria ValleverdeEdificata nel 1508, fu voluta nella prima metà del XV secolo da Lionello Accrocciamuro e Jacovella, conti di Celano. Rappresenta lo stile rinascimentale francescano nella Marsica. All'interno si possono ammirare in una delle tre cappelle laterali i dipinti della Vergine del pittore bresciano Paolo Zoppo datati 1558. Esposte pregevoli pale d'altare e il coro ligneo risalenti allo stesso periodo. La cripta del Paradiso di forma poligonale presenta luminosi affreschi della metà del cinquecento. Si tratta di sette scene della Passione (attribuite a Paolo Zoppo) che coronano la tavola che raffigura il Cristo che si avvia al calvario, opera attribuita a Giovanni Antonio Bazzi. Molto interessanti anche l'araldica della chiesa e il chiostro che presenta pilastri in pietra ed un elegante loggiato ad archi. Pitture a lunetta impreziosiscono le pareti. Nel giardino sono poste una fontana e la statua di San Francesco. È presente al piano superiore del convento una fornita biblioteca con la collezione "Pietro Antonio Corsignani" e il museo di arte sacra.
Chiesa di Santa Maria delle GrazieRisalente all'XI secolo era nota nel medioevo con il nome di Sancti Joannis Caput Aquae (San Giovanni Capodacqua). In origine però fu fondata con il titolo di chiesa di San Giovanni Evangelista. Sotto il pavimento è stata attestata l'esistenza di un antico cimitero urbano. L'ossario è visibile nella cappella delle Anima Sante. Pregevoli i due portali e il rosone. L'interno presenta tre navate e l'altare cinquecentesco ligneo. Nel corso del XV secolo fu attestata alla Madonna delle Grazie.
Chiesa di San FrancescoDatata 1345, venne completata successivamente per volontà di Jacovella da Celano e per omaggiare San Francesco d'Assisi che visitò nel XIII secolo la cittadina castellana. Il portale romanico del XV secolo è sovrastato dalla lunetta il cui affresco raffigura la Madonna col Bambino fra San Francesco d'Assisi e Sant'Antonio da Padova. L'aspetto interno è tardo barocco conferitogli dopo la ristrutturazione del XVIII secolo.
Chiesa di Santa Maria in Fonte CoeliDenominata anche "La Madonnina", in origine era nota anche con il nome di Foragini. Risale al XVII secolo. È situata in località Costa Madonnina non distante dal centro cittadino.
Chiesa di Sant'AngeloNota in passato anche con il nome di chiesa di San Michele Arcangelo, la sua edificazione risale al XIV secolo. Alla fine del Trecento i conti di Celano donarono la chiesa alla congregazione dei monaci celestini, discepoli di Pietro da Morrone, precedentemente custodi del monastero di San Marco alle gole. La chiesa, completata nel secolo successivo, è situata ai piedi del castello Piccolomini nel centro storico ed è sede della più antica confraternita cittadina, l'arciconfraternita del Sacro monte di Pietà istituita nel 1581. L'interno barocco presenta cinque altari in marmi policromi e un antico organo a canne del XVIII secolo.
Chiesa della Madonna del CarmineEdificata nel 1573 per volontà di Costanza Piccolomini. Di stile tardo-barocco presenta un'ampia navata e sei altari. Nella seconda metà del XIX secolo fu collocato esternamente alla parete laterale il portale della chiesa di San Salvatore di Paterno (XIII secolo) che successivamente al sisma del 1915 fu spostato nel cortile del castello Piccolomini. L'organo Emilio Mampieri è datato 1839.
- Chiesa di San Rocco situata in piazza Aia (anticamente detta "piazza Lefraini"), fu edificata anch'essa per volontà di Costanza Piccolomini.
- Chiesa del Sacro Cuore, aperta al culto nel 1962 è situata nel rione Vaschette[58].
- Chiesetta di San Leonardo, edificata dagli alpini celanesi nel 1976 ai piedi del monte San Vittorino.
- Chiesa Regina della Pace a Borgo Strada 14.
- Chiesa del Cuore Immacolato di Maria a Borgo Ottomila[59].

### Architetture civili
Palazzo CiccottiEdificio storico in stile rinascimentale situato nel rione di Campo Ciccotti. Danneggiato da un'alluvione nel 1888 fu successivamente restaurato. Nel 2024 la dimora è stata nuovamente ristrutturata.

### Architetture militari

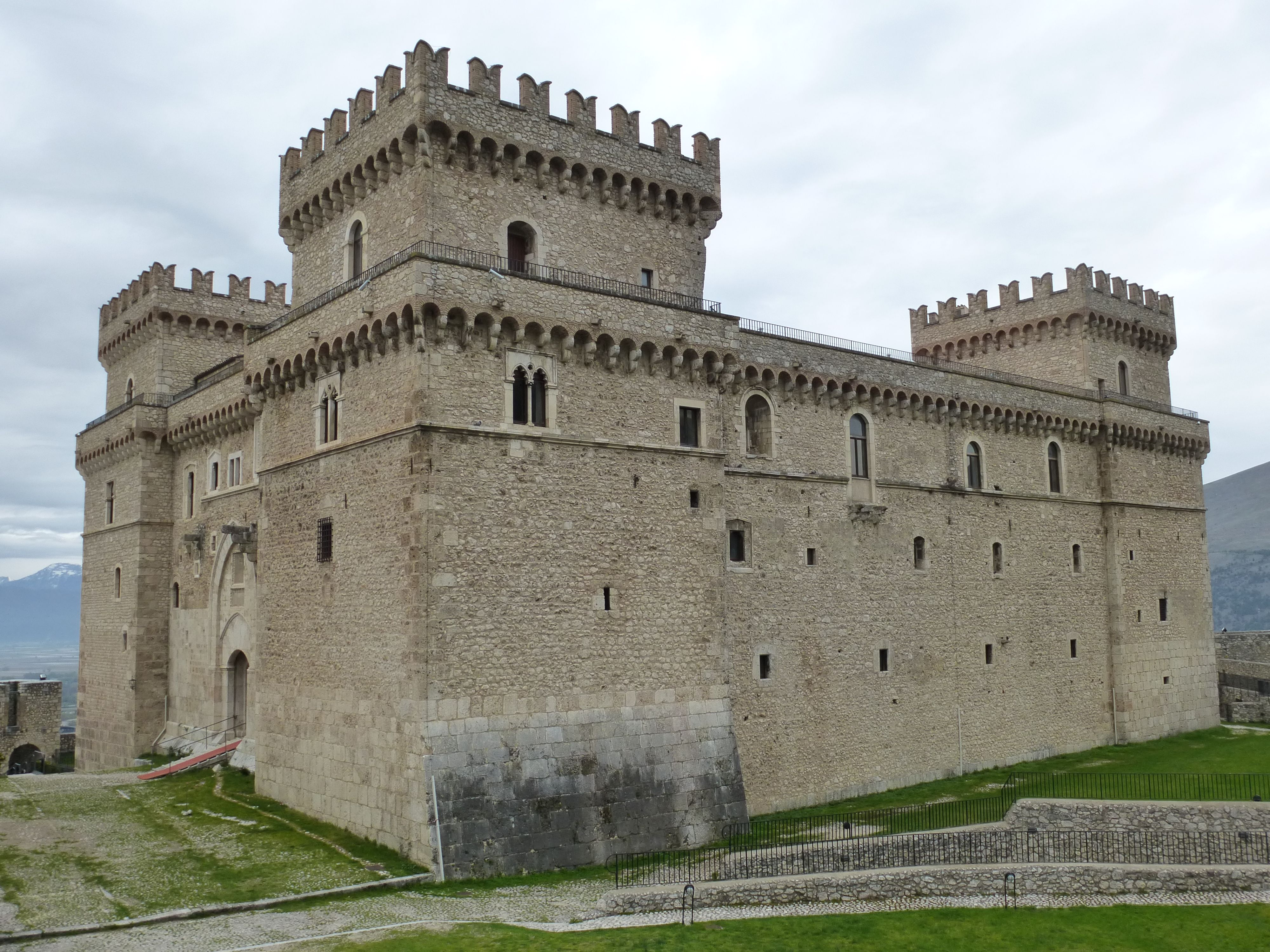
Il castello Piccolomini

Castello PiccolominiIl principale edificio di Celano è il castello Piccolomini, situato al centro del nucleo storico della cittadina, la cui prima fase di costruzione risale con molta probabilità al 1392. Il castello fu costruito su commissione di Pietro Berardi, conte di Celano. Ospita il museo d'Arte Sacra della Marsica.

### Monumenti
- Monumento ai Santi Martiri Simplicio, Costanzo e Vittoriano, opera dello scultore Antonio Berti inaugurata nel 1971.
- Monumento a San Francesco, realizzato da Angelo Canevari nel 1982.
- Monumento a Fra' Tommaso da Celano, realizzato da Pino Conte nel 1960[61].

### Siti archeologici
Il territorio presenta diversi siti di interesse archeologico come Celano-Paludi, necropoli risalente all'ultimo periodo dell'età del bronzo ed area palafitticola, probabilmente frequentata in modo occasionale già in epoche precedenti, situata in territorio fucense. Il monte Tino conserva i resti del castello-recinto, risalente con ogni probabilità intorno al XII secolo, mentre sul monte San Vittorino si trovava il monastero scomparso di San Vittorino in Telle; nella stessa località a circa 1200 m s.l.m. è collocato l'affresco rupestre, risalente tra il XII e il XIII secolo, raffigurante san Giorgio in lotta contro il drago. Sulla sommità dei monti che sovrastano l'abitato contemporaneo ci sono le tracce della "turris Celani" e delle fortificazioni della Serra. In località Casalmartino di San Potito si trovano i resti del castrum Oretino (castello di Auritino). All'ingresso delle gole di Celano, in epoca antica importante via di comunicazione verso l'altopiano delle Rocche, ci sono i resti dell'incastellamento medievale di Foce, chiamato in alcuni documenti settecenteschi Castelluccio. Nei pressi della gola si trovano i resti dell'eremo di San Marco ai Casaleni e, verso la valle d'Arano, del monastero di San Marco alle Foci, precedentemente dedicato a Santa Maria Intra Fucem. Posizionata più in alto si trova la necropoli di Cèla, dominata dai resti dell'ocre marso di Caelum (o Caelanum) non distante da quello arcaico del monte Secine di Aielli Alto.

### Aree naturali

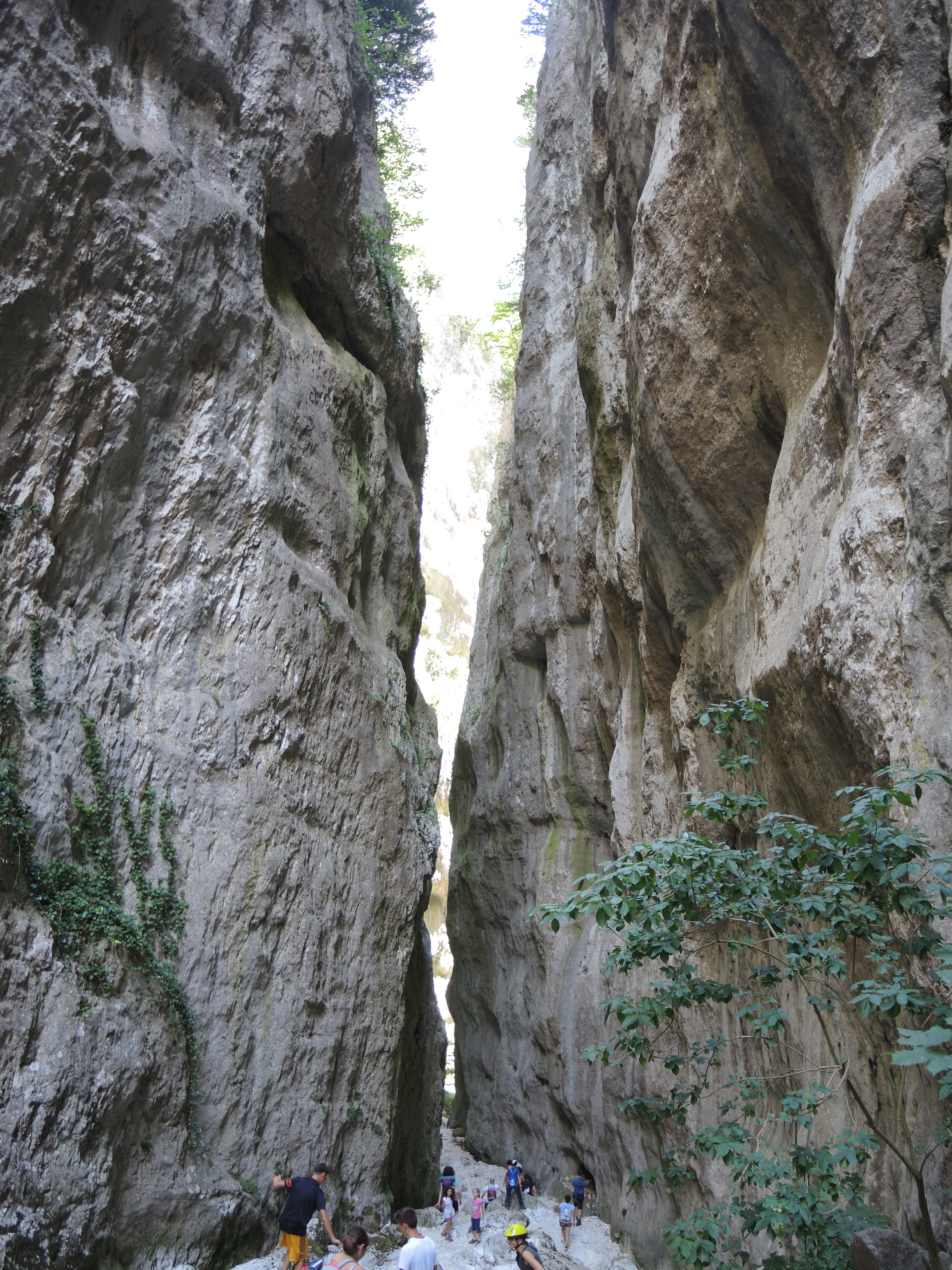
Parte centrale delle gole

Monte TinoArea montuosa nella quale era situato il nucleo primordiale di Celano; è anche detta "Serra di Celano". La sua vetta raggiunge i 1923 m s.l.m. sovrastando la città marsicana. Numerosi sentieri seguono la lunga cresta fino alla val d'Arano nei pressi di Ovindoli (altopiano delle Rocche) e alle gole di Celano, aree inserite insieme al monte Tino tra i siti di interesse comunitario dell'Abruzzo..
Gole di CelanoLa forra, oltre la val d'Arano di Ovindoli, separa i rilievi del gruppo montuoso del Sirente dal monte Tino. Lo sbocco delle gole si trova in località Bocca di Castelluccio nel territorio comunale di Aielli. Sono percorse per quattro chilometri dal torrente La Foce e per questo erano note nel Medioevo con il nome di "Fauces". Le pareti rocciose, alte circa 200 metri, presentano strettoie di circa 3 metri. Un'insenatura nei pressi della pineta, quasi in fondo al percorso, porta alla "Fonte degli innamorati", una piccola cascata d'acqua.
Le sorgentiSono tre le sorgenti presenti a Celano: la storica sorgente dei Santi Martiri a Fontegrande, l'antica fonte di San Francesco e la sorgente Pago che ricade in minima parte nel territorio celanese, alimentando per lo più Ovindoli e i comuni dell'altopiano delle Rocche.
- Parco di Santa Rita[73].
- Parco di Colle Felicetta[74].
- Grotta di Sant'Agata[17].
- Parco naturale regionale Sirente-Velino.

## Società

### Evoluzione demografica
Abitanti censiti

### Etnie e minoranze straniere
Al 31 dicembre 2020 l'Istat ha rilevato una popolazione straniera residente pari a 1 310 persone, equivalente al 12,6% della popolazione residente a Celano. Le nazionalità maggiormente rappresentate sono:
1. Marocco, 587
2. Romania, 235
3. Kosovo, 220
4. Macedonia del Nord, 94
5. Ucraina, 71[76]

### Lingue e dialetti
(Ercole Di Renzo, "Era quàtrane")

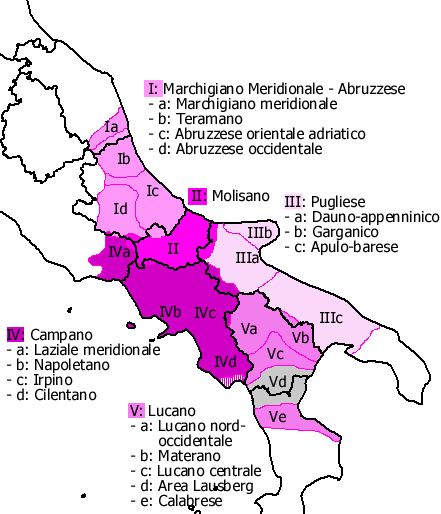
Dialetto dell'area Abruzzese occidentale nel sistema dei dialetti meridionali intermedi

Il dialetto parlato a Celano è incluso nell'area Abruzzese occidentale del sistema dei dialetti meridionali intermedi. I dialetti del territorio marsicano, escludendo le zone di Tagliacozzo e Carsoli, appartengono alla stessa area, tuttavia sono molto differenti fra loro. Anche il particolare dialetto celanese presenta, a tratti, una somiglianza con il napoletano per via degli scambi economici documentati durante il Regno di Napoli.

### Religione
Dal 2009 Celano è una sede vescovile titolare della Chiesa cattolica.

### Tradizioni e folclore
- 22 maggio: festa di Santa Rita[82].
- Dal 24 al 26 agosto: festa patronale dei santi martiri Simplicio, Costanzo e Vittoriano[83].
- Venerdì santo: celebrazioni religiose e processione delle sette confraternite. I personaggi come le addolorate, le veroniche, gli angeli e i santi intonano i canti polifonici[84][85].

## Cultura

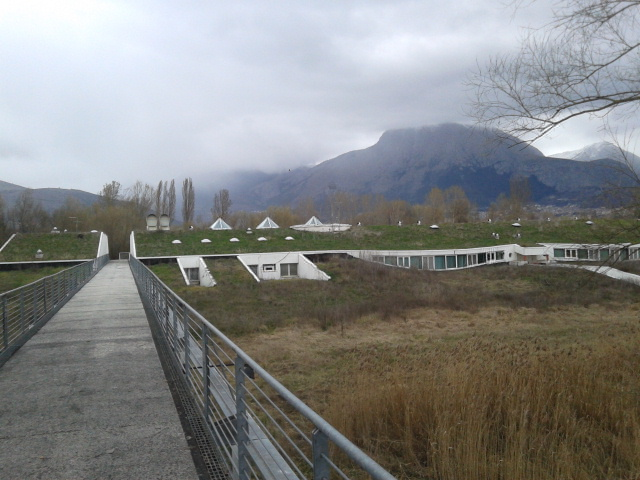
Sede del museo Paludi

### Biblioteche e Musei
Museo e biblioteca di Santa Maria ValleverdeSituata al piano superiore del convento della chiesa di Santa Maria Valleverde la biblioteca presenta la collezione intitolata a Pietro Antonio Corsignani e migliaia di titoli tra cui preziosi tomi e volumi d'epoca. Il museo è ricco di opere d'arte e opere sacre sia relative al convento celanese sia ai conventi abruzzesi chiusi appartenenti allo stesso ordine francescano. Nello spazio espositivo sono ospitate, tra l'altro, una scultura di Carlo Canestrari, una Madonna lignea del 1500 e il dipinto del Quattrocento della Vergine di Andrea De Litio. Ci sono poi antichi ricami degli stemmi nobiliari, la campanella originale risalente alla fondazione del convento e opere donate da collezionisti privati e quelle di Giulio Ricci, noto ceramista del Novecento. Una sezione è dedicata al pittore celanese Italo Mascitti.
Museo d'arte sacra della MarsicaIstituito nel 1992 è ospitato all'interno del Castello Piccolomini di Celano. Presenta due sezioni, quella dedicata all'arte sacra della Marsica con affreschi, dipinti, elementi architettonici e oggetti di arte sacra che spaziano dal VI al XVIII secolo e quella archeologica che raccoglie i numerosi materiali tornati alla luce dopo il prosciugamento del lago Fucino.

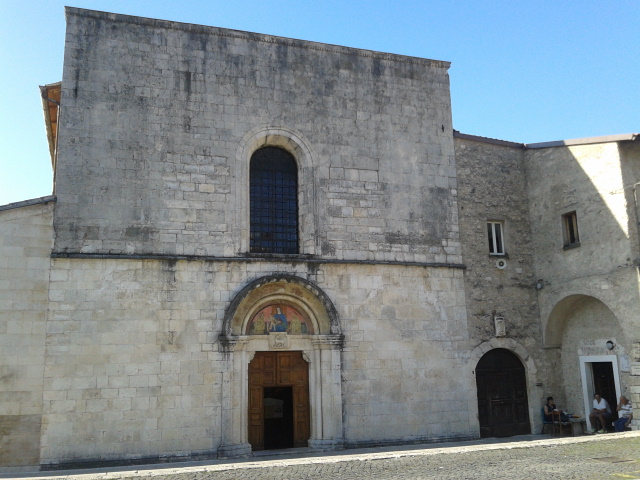
Chiesa e convento di Santa Maria Valleverde

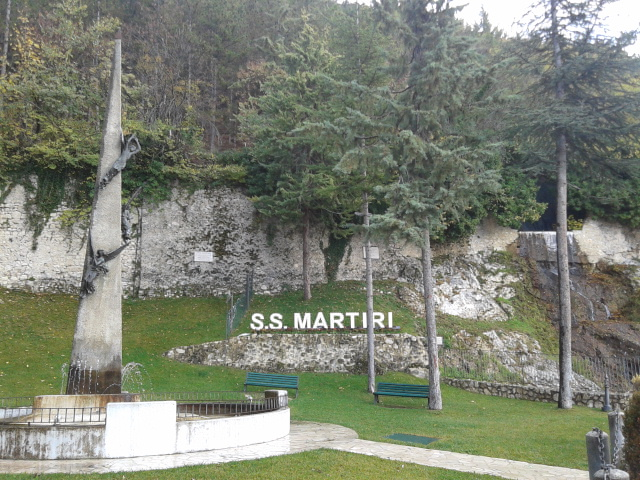
Sorgente e monumento dei Santi Martiri Simplicio, Costanzo e Vittoriano a Fontegrande

Museo PaludiMuseo archeologico e preistorico collocato in una struttura espositiva situata nella piana del Fucino, il museo è stato realizzato nel luogo del ritrovamento di un insediamento lacustre palafitticolo denominato "Paludi" (XVII-X sec a. C.). Negli spazi espositivi sono conservati ed esposti i reperti di età preistorica e protostorica tornati alla luce nel territorio marsicano ed abruzzese. Reperti neolitici e di necropoli dell'età dei metalli ed altri rinvenimenti risalenti all'età della pietra sono in esposizione permanente. Il museo è dotato di una sezione multimediale che permette di ripercorrere i profondi mutamenti territoriali che si sono verificati dopo il prosciugamento del lago Fucino.
Witcha MuseumsSpazio museale inaugurato nel 2024 nel palazzo storico della famiglia nobile dei Rico. Il museo è dedicato all'antropologia visuale, allo storytelling, alla storia del costume e alle discipline storico artistiche e demo-etno-antropologiche.
Collezione TorloniaÈ collocata all'interno del castello Piccolomini.

### Arte
Celano appare nella Morte del cavaliere di Celano, sedicesima scena del ciclo di affreschi delle Storie di san Francesco, nella Basilica superiore di Assisi, attribuiti a Giotto e in due quadri del XVIII secolo raffiguranti il lago Fucino: Vue de la ville d'Avezzano, au bord du lac de Celano, royaume de Naples, opera di Jean-Joseph-Xavier Bidauld del 1789 (museo del Louvre di Parigi) e Veduta del lago di Celano, nell'Apruzzo, realizzato nel 1795 da Alessandro D'Anna (Museo delle belle arti di Budapest).

### Cinema
Celano nel 1985 fu la location principale in cui Richard Fleischer ambientò il film Yado con protagonisti Arnold Schwarzenegger e Brigitte Nielsen.
Alcune scene del film Neve di Stefano Incerti sono state girate tra Celano, Ovindoli, altopiano delle Rocche e Pescasseroli.
Nel 2003 nella chiesa di San Giovanni Battista l'attore e regista Germano Di Mattia ha ambientato alcune scene del mediometraggio La leggenda del lago.

### Cucina
La trasformazione del lago Fucino in una pianura coltivabile ha stravolto anche le abitudini culinarie celanesi. Ai pesci d'acqua dolce, protagonisti della cucina locale fino alla fine del XIX secolo insieme alla selvaggina e alla frutta, sono subentrate le produzioni orticole fucensi come la patata del Fucino e la carota dell'altopiano del Fucino, entrambe certificate IGP. Tra le ricette antiche che sono state tramandate figurano i primi piatti come i tacquelòzze (forma di pasta a rombo) con il sugo di castrato e la lasagna con le polpettine, oltre ai classici dolci pasquali e natalizi.

### Eventi
- Premio letterario nazionale intitolato a Vittoriano Esposito per la narrativa edita. Il premio, istituito dal 2013, ha luogo annualmente nel mese di settembre. Sono stati premiati personaggi illustri della cultura italiana come Pietrangelo Buttafuoco, Marco Lodoli, Massimiliano Parente e Marcello Veneziani. Presidente della giuria è Dante Maffia[101].
- Triennale internazionale d'arte sacra: manifestazione che si svolge dal 1963 nei locali del trecentesco castello Piccolomini. La rassegna ospita affreschi, dipinti, sculture, oggetti di arte sacra e ambientazioni dell'architettura antica[102].
- Bastioni e Bastimenti: excursus culturale e gastronomico che rievoca l'epopea degli emigranti col fine di valorizzare il patrimonio artistico, musicale, culturale di Celano e della Marsica[103].

## Economia

### Agricoltura

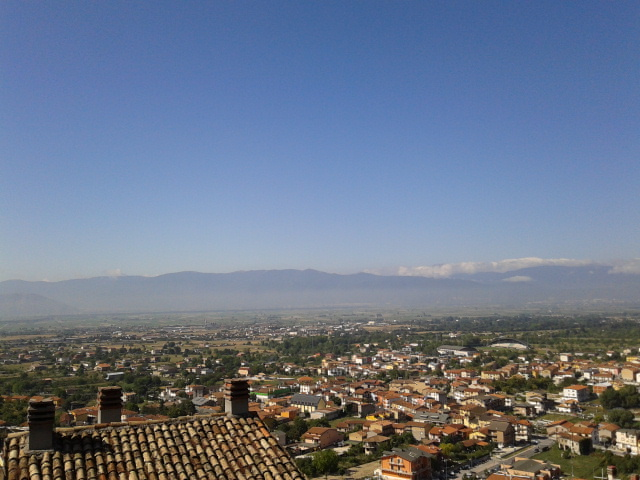
Foto panoramica sul Fucino dal parco della Rimembranza

Anche a Celano come per la maggior parte dei comuni della Marsica, agricoltura ed allevamento sono tra le fonti principali dell'economia. Numerose le aziende agricole della piana del Fucino che si distinguono per la qualità degli ortaggi. In particolare le patate, per le quali nel 2014 si è concluso felicemente l'iter per il riconoscimento del marchio di qualità IGP (indicazione geografica protetta), attribuito dall'Unione europea.
Nelle aree montane del comune si registra la produzione delle patate di montagna e dello zafferano. Le aziende della piana fucense producono in quantità importanti insalate, carote e ogni genere di prodotto orticolo.
In Abruzzo il 25% del PIL agricolo arriva dal Fucino.

### Industria
Alle porte di Celano, nelle adiacenze della via Tiburtina Valeria e non distante dallo svincolo autostradale della A25, è situata l'area industriale ed artigianale. Molte le aziende che operano nei più disparati settori: industrie artigianali, manifatturiere, carpenteria metallica.
Un ruolo importante è stato svolto dallo zuccherificio (Eridania-Sadam, gruppo Maccaferri) che a Celano, come in gran parte dei siti italiani, ha cessato l'attività per via della riforma europea del 2005 (nota come riforma dell'OCM Zucchero). Di fatto lo storico e fiorente settore bieticolo-saccarifero marsicano ha cessato di esistere. Con la chiusura della struttura anche la produzione delle barbabietole nel Fucino è inevitabilmente crollata.

### Turismo

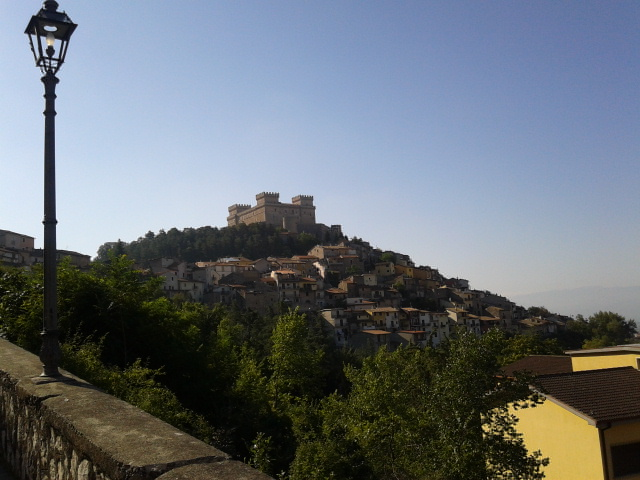
Foto panoramica di Celano

Le numerose chiese, i musei e il castello Piccolomini sono le principali attrattive turistiche di Celano, insieme alle bellezze architettoniche del centro storico.
La cittadina castellana è, inoltre, uno dei punti di partenza ideali per i numerosi sentieri naturalistici che la circondano e che per lo più ricadono nell'area protetta del parco naturale regionale Sirente-Velino, come quelli che conducono alle gole di Celano e il sentiero del Grifone che collega Scurcola Marsicana a Celano, attraversando Magliano de' Marsi, Massa d'Albe e Ovindoli.

### Commercio
L'area commerciale è stata individuata dal Piano Regolatore Generale adiacente alla zona industriale e commerciale. Il Parco commerciale Le Ginestre, situato a ridosso della via Tiburtina Valeria, è un punto di riferimento per tutta la Marsica orientale e non solo. Numerose le aziende ospitate nelle strutture commerciali. Il settore terziario tradizionale e terziario avanzato è da sempre in piena attività anche nel centro storico.

## Infrastrutture e trasporti

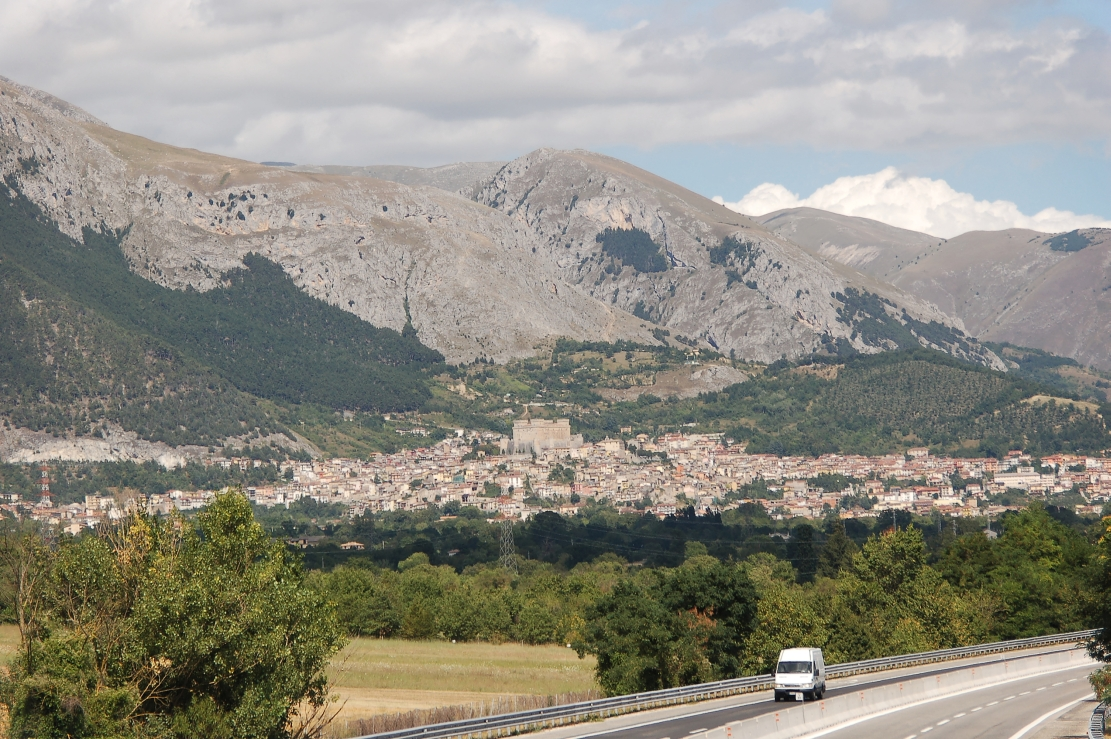
Celano vista dall'autostrada A25

### Autostrade
Celano è servita dall'autostrada A25 Torano-Pescara tramite il casello Aielli-Celano.

### Strade statali
La strada statale 696 collega Celano ad Ovindoli, altopiano delle Rocche e Tornimparte, dove la stessa strada ha inizio presso il casello autostradale dell'autostrada A24. La via Tiburtina Valeria collega il comune con Pescara verso est e Roma verso ovest.

### Ferrovie
Nel comune è sita la stazione di Celano-Ovindoli, posta lungo la ferrovia Roma-Pescara.

### Aviosuperficie
L'aviosuperficie di Celano, gestita dall'associazione Aeroclub dei Marsi, è situata nei pressi della via Tiburtina Valeria.

## Amministrazione

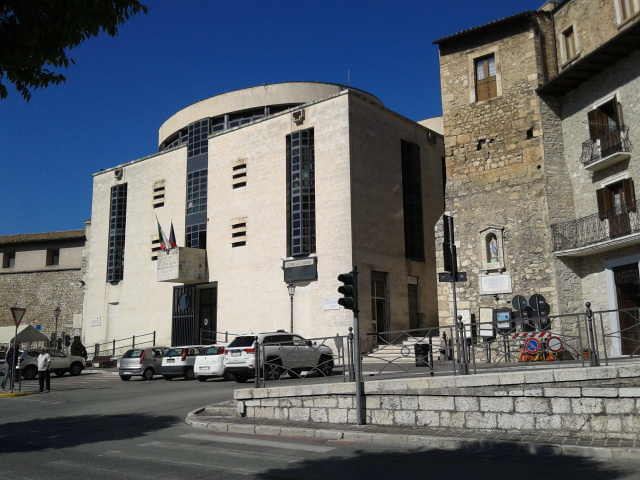
Municipio di Celano

Sul sito del Ministero dell'interno sono disponibili i dati di tutte le elezioni amministrative di Celano dal 1985 ad oggi.
| Periodo           | Periodo           | Primo cittadino      | Partito                                                                 | Carica      | Note    |
| ----------------- | ----------------- | -------------------- | ----------------------------------------------------------------------- | ----------- | ------- |
| 6 giugno 1993     | 28 febbraio 1995  | Gaetano Bombacino    | PDS                                                                     | Sindaco     | [ 111 ] |
| 24 aprile 1995    | 18 novembre 1995  | Luciana Crisi        |                                                                         | Comm. pref. | [ 111 ] |
| 19 novembre 1995  | 25 gennaio 1999   | Ferdinando Barigazzi | Centro-destra                                                           | Sindaco     | [ 112 ] |
| 13 giugno 1999    | 13 giugno 2004    | Italo Taccone        | Centro-sinistra                                                         | Sindaco     |         |
| 14 giugno 2004    | 28 agosto 2008    | Filippo Piccone      | Centro-destra                                                           | Sindaco     |         |
| 29 agosto 2008    | 29 marzo 2010     | Mauro Passerotti     |                                                                         | Comm. pref. | [ 113 ] |
| 30 marzo 2010     | 15 dicembre 2014  | Filippo Piccone      | Il Popolo della Libertà                                                 | Sindaco     | [ 113 ] |
| 16 dicembre 2014  | 31 maggio 2015    | Mauro Passerotti     |                                                                         | Comm. pref. | [ 113 ] |
| 1 giugno 2015     | 21 settembre 2020 | Settimio Santilli    | Lista civica Celano Città Viva-Nuovo Centrodestra poi Fratelli d'Italia | Sindaco     |         |
| 22 settembre 2020 | 22 febbraio 2021  | Settimio Santilli    | Liste civiche di Centro-destra                                          | Sindaco     |         |
| 23 febbraio 2021  | 5 luglio 2021     | Giuseppe Canale      | -                                                                       | Comm. pref. | [ 114 ] |
| 6 luglio 2021     | in carica         | Settimio Santilli    | Liste civiche di Centro-destra                                          | Sindaco     | [ 115 ] |

### Gemellaggi
- Żejtun[116]
- Castelpoto, dal 2010[117]
- Foglianise, dal 2010[118]
- San Marco in Lamis, dal 2014[119]
- Greccio, dal 2023[120]

### Altre informazioni amministrative
Nel 1954 la frazione di Paterno entra a far parte del territorio comunale di Avezzano.

## Sport

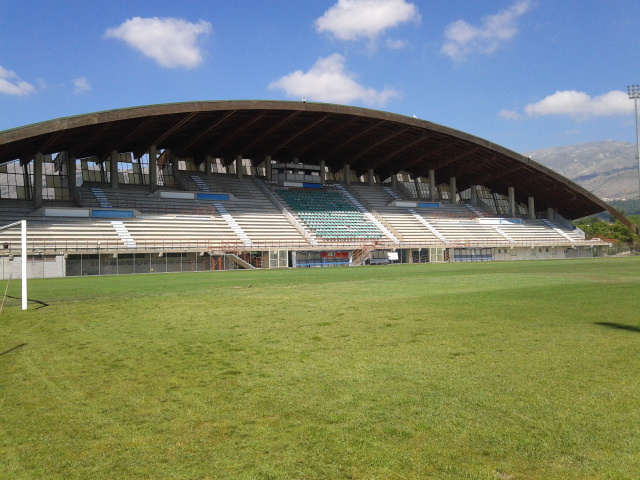
Lo stadio Fabio Piccone di Celano

### Calcio
La principale squadra della città è stata il Celano Calcio, non più in attività dal 2018. La A.S.D. Pro Celano 2006 milita in Eccellenza.

### Ciclismo
L'attività ciclistica su strada è promossa dalla società sportiva Cliternum a livello amatoriale, master e giovanile. Ogni anno viene organizzato il trofeo Cliternum con una grande partecipazione di appassionati della disciplina.

### Subacquea
L'associazione Celano Sub promuove da anni la disciplina subacquea nel territorio della Marsica organizzando corsi sub di tutti i livelli. Molte le attività svolte nelle più disparate località italiane ed anche estere. A Celano è attiva anche una scuola sub per non vedenti.

### Altri sport
A Celano vengono praticate le principali discipline sportive: calcio a 5, taekwondo, pesca sportiva, tennis, volley. La pratica dello sci è promossa dallo Sci club Celano nei vicini impianti sciistici di Ovindoli.

### Impianti sportivi
- Lo stadio Fabio Piccone è il principale impianto calcistico del comune. Costruito nel 1987 ospita le partite casalinghe del Celano[124].
- Il palazzetto dello sport è dotato di palestra sale fitness, campo indoor per il calcio a 5, basket, piscina da 25 metri. Nella struttura si possono praticare attività sportive, tra le quali fitness in acqua e in palestra, pesistica e cardio fitness, fisioterapia e anche scuola nuoto adulti e bambini, nuoto agonistico e pallanuoto[125].
- Il crossodromo intitolato a Fabio Piccone è stato omologato dalla FMI e dalla Uisp - lega nazionale motociclismo. Misura 1,7 km e vi si possono praticare diverse discipline: motocross, freestyle e quod[125].
- Altri impianti sportivi comunali sono il campo di calcio intitolato a Don Luigi Di Summo di Borgo Strada 14, il campo di calcio a 5 al coperto in via La Torre, dotato di tribuna e gradoni e, infine, gli adiacenti campi da tennis all'aperto[125].